# 스틸 탈론즈
스틸 탈론즈(Steel Talons)는 1991년 아타리 게임스에서 출시한 3D 전투 비행 시뮬레이터 아케이드 게임이다. 플레이어는 "AT1196 스틸 탈론즈 전투 헬리콥터"의 조종사 역할을 맡는다. 스틸 탈론즈는 메가 드라이브, 아타리 링크스, 아타리 팰컨 및 슈퍼 패미컴으로 포팅되었다. 아타리 재규어 포팅이 발표되었지만 출시되지 않았다.

## 게임플레이
스틸 탈론즈는 공중전 아케이드 게임이다. 플레이어는 기관총, 로켓, 제한된 수의 공대지 유도 미사일을 갖춘 헬리콥터를 조종한다. 협동 모드와 경쟁 모드를 모두 갖춘 2인용 조종석 아케이드 캐비닛으로 시작되었다. 싱글 플레이 모드나 협동 2인 플레이 모드에는 19개의 미션이 있다. 경쟁 모드에서 플레이어는 서로의 헬리콥터를 파괴하려고 시도한다.
아케이드 버전에는 조이스틱, 왼쪽에 헬리콥터의 고도를 제어하는 아날로그 집합 레버, 방향타 페달이 있다. 좌석 뒤쪽에는 플레이어의 헬리콥터가 부딪힐 때 쿵쿵거리는 스피커가 있다. 비행을 더욱 어렵게 만드는 "실제 헬리콥터 모드"라는 버튼이 있지만 이동이 더 자유롭고 멀티플레이어 게임 중에 이점이 될 수 있다.